# Football Club Internazionale Milano nella cultura di massa
Nella presente pagina sono riportati gli ambiti di diffusione nella cultura di massa del Football Club Internazionale Milano, società calcistica italiana per azioni con sede nella città di Milano.

## Cinema

Ugo Conti, Massimo Boldi, Diego Abatantuono e Teo Teocoli interpretano Ugo, Massimo, Franco e Teo in Eccezzziunale... veramente (1982).

Il primo film in cui l'Inter viene trattata come argomento cinematografico è Milano miliardaria (1951), diretto da Marcello Marchesi e Vittorio Metz; nella pellicola Tino Scotti interpreta il cavalier Luigi Pizzigoni, fotografo milanese e fiero sostenitore nerazzurro, che si reca a Napoli insieme a Peppino Avallone (Dante Maggio), barbiere napoletano residente a Milano, per vedere la partita tra la squadra locale e l'Inter. Diversi riferimenti al club nerazzurro si possono trovare anche in varie commedie degli anni 1980 incentrate sul calcio e il tifo. Nella pellicola Eccezzziunale... veramente (1982), diretta da Carlo Vanzina, Diego Abatantuono interpreta Franco Alfano, un buontempone e grande tifoso interista che finisce vittima di uno scherzo da parte dei suoi amici Massimo (Massimo Boldi), Teo (Teo Teocoli) e Ugo (Ugo Conti). I quattro sono costretti a partire per Avellino, dove l'Inter è impegnata contro la squadra di casa, con l'intento di favorire una vittoria degli irpini, che avrebbe consentito a Franco di recuperare i soldi persi a causa dello scherzo. In un altro episodio dello stesso film, Abatantuono veste i panni di Donato Cavallo, un ultrà milanista che deve fare i conti con il capo della tifoseria organizzata interista Sandrino il Mazzulatore (Renato D'Amore). Fugaci citazioni all'Inter sono presenti in Paulo Roberto Cotechiño centravanti di sfondamento (1983) e ne L'allenatore nel pallone (1984), dove in un divertente siparietto il presidente della Longobarda Borlotti prospetta all'allenatore Oronzo Canà (Lino Banfi) l'acquisto del centravanti nerazzurro Karl-Heinz Rummenigge. In Mi faccia causa (1984), diretto da Steno, i due tifosi giallorossi Oreste (Claudio Amendola) e il principe Valfredo Orselli di Querciarola (Angelo Maggi) vanno allo stadio a vedere l'incontro tra la Roma e l'Inter. Ne Il volatore di aquiloni (1987), diretto da Renato Pozzetto fa un cameo l'attaccante interista Rummenigge.

Giacomo Poretti e Marina Massironi, interpreti rispettivamente di Giacomino e Chiara in Tre uomini e una gamba (1997).

Agli anni 1990 risale la commedia Tifosi (1999), diretta da Neri Parenti; nel film Enzo Iacchetti interpreta il pilota della compagnia aerea di bandiera italiana Carlo Colombo che si reca allo Stadio Olimpico di Roma per seguire la partita tra l'Inter, della quale è appassionato tifoso, e la Lazio, la squadra per la quale fa invece il tifo il suo futuro consuocero Cesare Proietti (Christian De Sica). I due finiscono coinvolti in una rissa prima di redimersi davanti ai rispettivi figli. Una fugace citazione all'Inter si trova anche nel film di Luciano Ligabue Radiofreccia (1998).
Negli anni 2000 si possono cogliere numerosi riferimenti all'Inter nelle pellicole che vedono per protagonisti il celebre trio di comici Aldo, Giovanni e Giacomo: in Tre uomini e una gamba (1997) Giacomino (Giacomo Poretti), costretto ad una breve degenza in ospedale, indossa la maglia nerazzurra di Ciriaco Sforza compratagli da Aldo (Aldo Baglio); in Tu la conosci Claudia? (2004) Giovanni (Giovanni Storti) è un accanito tifoso interista; ne Il cosmo sul comò (2008) si può vedere il trio indossare le maglie nerazzurre in una partita di calcetto. Al 2006 risale, invece, il sequel della commedia di Vanzina, intitolato Eccezzziunale veramente - Capitolo secondo... me e diretto dallo stesso regista. Abatantuono riprende sia il ruolo del tifoso interista Franco Alfano che quello del tifoso milanista Donato Cavallo; in questi panni, ironizza sul fatto che l'Inter non sarebbe mai riuscita a vincere quattro scudetti consecutivi, circostanza verificatasi solo qualche anno più tardi.
Negli anni 2010, riferimenti all'Inter si trovano nel docufilm Zanetti Story (2015), incentrato sulla carriera del capitano di lungo corso dei meneghini Javier Zanetti.
Negli anni 2020, ci sono riferimenti al club nerazzurro nel film L'ultima notte di Amore di Andrea Di Stefano. Il protagonista, interpretato da Pierfrancesco Favino, afferma in un dialogo di tenere per l'Inter. In un'altra scena si possono notare diversi uomini di nazionalità cinese assistere alla visione televisiva di un derby di Milano indossando maglie dell'Inter di diverse stagioni. Nel 2024 è uscito Inter - Due stelle sul cuore, il film documentario che ripercorre la vittoria dello «scudetto della seconda stella» da parte dell'Inter nella stagione 2023-2024.

## Televisione
In ambito televisivo, l'Inter è citata come la squadra di Rolando, personaggio creato dal trio comico Aldo, Giovanni e Giacomo e interpretato da Aldo Baglio. In una puntata della stagione 1996-1997 di Mai dire Gol viene confezionato un servizio fittizio di Studio Sport, nel quale viene dato l'annuncio del passaggio di Rolando all'Inter e compaiono l'allora presidente del club meneghino Massimo Moratti, il dirigente Sandro Mazzola e i calciatori Maurizio Ganz, Marco Branca e Giuseppe Bergomi. In un altro sketch del trio proposto in Mai dire Gol, Mr. Flanagan, personaggio interpretato da Giacomo Poretti, dà lezioni di inglese all'allenatore dei nerazzurri Roy Hodgson; nello sketch appare pure il calciatore Paul Ince.
Altri riferimenti all'Inter si possono cogliere nella sit-com Il mammo, andata in onda per tre stagioni dal 2004 al 2007, in cui Enzo Iacchetti interpreta Silvano Zerbi, disegnatore di fumetti e accanito tifoso nerazzurro; la squadra meneghina è citata anche nelle prime due stagioni di Love Bugs, sit-com trasmessa dal 2004 al 2007, nella quale Fabio De Luigi veste i panni di Fabio, appassionato supporter dell'Inter; inoltre, agli inizi degli anni 2000, Ficarra e Picone portano in scena a Zelig uno sketch in cui i due comici impersonano dei calciatori dell'Inter alle prese con la loro condizione di eterni panchinari.
A livello internazionale, l'Inter è cita nella serie tv americana Billions, andata in onda dal 2016 al 2023: in essa il personaggio di Adam DeGiulio, interpretato da Rob Morrow, è interista, e in una scena viene mostrato mentre guarda una partita indossando una maglia della squadra.

## Letteratura
Per quanto concerne la letteratura italiana, l'Inter è l'oggetto principale di una serie di libri scritti da Beppe Severgnini, in cui l'autore racconta la sua passione per la squadra nerazzurra e come questa si intrecci con la sua vita. Interismi. Il piacere di essere neroazzurri (2002) affronta la delusione per lo scudetto perso all'ultima giornata nel campionato 2001-2002; Altri interismi. Un nuovo viaggio nel favoloso labirinto neroazzurro (2003) è incentrato sulla stagione 2002-2003 dei meneghini; Tripli interismi! Lieto fine di un romanzo neroazzurro (2007) racconta la gioia per la vittoria del campionato 2006-2007; Manuale del perfetto interista (2007) è una raccolta dei primi tre libri; Eurointerismi. La gioia di essere neroazzurri (2010), celebra la stagione 2009-2010 che ha visto i nerazzurri tornare al trionfo europeo; Manuale del perfetto interista (2011) raccoglie tutte le opere di Severgnini incentrate sull'Inter.
Altri riferimenti all'Inter si possono cogliere in È stato un attimo (2006) di Sandrone Dazieri e Ora sei una stella. Il romanzo dell'Inter (2010) di Luigi Garlando.

## Fumetti

Shingo Aoi (a sinistra) sulla copertina del primo numero di Capitan Tsubasa World Youth (1994-1997).

L'Inter e i suoi calciatori sono comparsi anche in varie opere a fumetti, in particolare nel celebre Topolino. Nel 1976, nel numero 1092 del settimanale, in copertina comparve Paperino con la maglia nerazzurra mentre stringeva per il collo un serpente (simbolo tradizionalmente associato all'Inter). Nel 2010, nel numero 2838, venne reso omaggio a José Mourinho, all'epoca allenatore dei meneghini, che per l'occasione divenne Il Grande Mou, un'entita virtuale che viveva all'interno di Ultimate Mundial (l'ultima frontiera dei videogiochi calcistici). Nel 2018, per celebrare i 110 anni dell'Inter, la copertina del numero 3251 fu dedicata a Icarduck, la versione "paperizzata" dell'allora capitano dei nerazzurri Mauro Icardi. Lo stesso numero conteneva al suo interno una storia a fumetti nella quale comparivano, oltre a Icarduck, le versioni "paperizzate" dei dirigenti Francesco Toldo (Poldo) e Javier Zanetti (Zampetti) e dell'allenatore Luciano Spalletti (Spallucci). Nel numero dedicato all'Inter di Topolino Gol in copertina apparvero Pippo e Filo Sganga con una maglietta nerazzurra.
L'Inter viene citata – con un nome fittizio oppure con quello originale a seconda delle versioni – anche in due sequel del celebre manga giapponese Capitan Tsubasa (1981-1988), Capitan Tsubasa World Youth (1994-1997) e Captain Tsubasa Road to 2002 (2001-2004) e negli anime che da queste due opere sono stati tratti, rispettivamente Captain Tsubasa J (1994) e Captain Tsubasa Road to 2002 (2002). Uno dei personaggi, Shingo Aoi, lascia il Giappone e si trasferisce in Italia, dove viene ingaggiato dall'Inter per giocare nelle sue giovanili. Nel corso della trama compaiono alcuni personaggi liberamente ispirati a giocatori che hanno militato nell'Inter come il portiere Gino Hernandez, che ha dei tratti in comune con Gianluca Pagliuca.
Nel 2023 viene annunciata la collaborazione tra l'Inter e il manga a tema calcistico Blue Lock nel quale verranno fedelmente riprodotti i colori sociali della Beneamata nonché le divise ufficiali e il logo del club.

## Musica

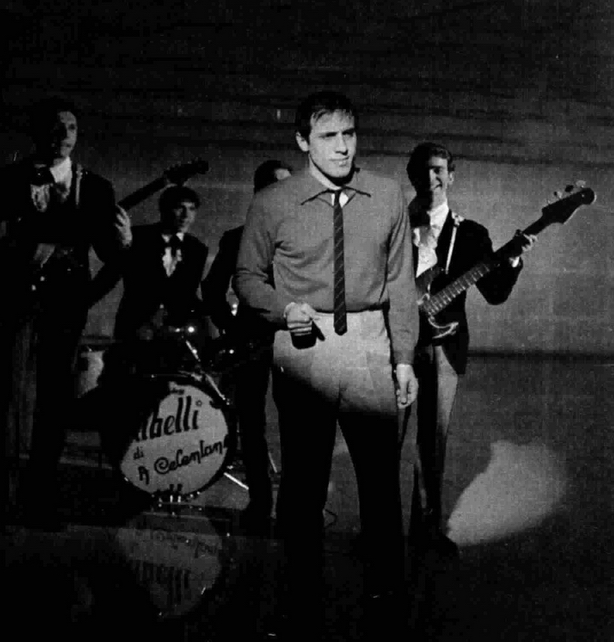
Adriano Celentano, autore di Eravamo in 100.000 (1968).

Oltre agli inni societari, sono diversi i brani musicali che contengono riferimenti all'Inter. Tra questi si possono citare Eravamo in 100.000 di Adriano Celentano, contenuta in Azzurro/Una carezza in un pugno (1968); Quelli che... di Enzo Jannacci, presente nell'omonimo album (1975); Hai un momento, Dio? di Luciano Ligabue, tratta da Buon compleanno Elvis (1995); Fuori dall'hype dei Pinguini Tattici Nucleari, contenuta nell'omonimo album (2019), e Ho fatto un sogno di Tananai, Rose Villain e Madame (2024), pezzo composto per il 20º scudetto nerazzurro. 
Pur non citando espressamente l'Inter, il brano Luci a San Siro di Roberto Vecchioni, presente in Parabola (1971), è un omaggio alla passione per i nerazzurri dello stesso cantautore.

## Teatro
In ambito teatrale, nel 1992 Paolo Rossi portò in scena una pièce intitolata Lode a Evaristo Beccalossi, nella quale faceva riferimento alla partita tra Inter e Slovan Bratislava di Coppa delle Coppe 1982-1983 in cui il giocatore nerazzurro Evaristo Beccalossi fallì a pochi minuti di distanza due calci di rigore.

## Territorio
Nell'ambito delle celebrazioni per i 110 anni dell'Inter, il 19 marzo 2018 è stato svelato ufficialmente InterWall, un murale che raffigura alcuni dei giocatori e dei momenti più rappresentativi della storia nerazzurra. L'opera, alta 18 metri e larga 10 metri, è stata realizzata dal club in collaborazione con Mediaset Premium sulla facciata di un palazzo milanese nel quartiere Isola, in via Borsieri 5. Solo tre giorni dopo la presentazione, il murale è stato imbrattato con dello spray ad opera di ignoti, suscitando lo sdegno delle istituzioni pubbliche. In risposta all'atto vandalico, l'Inter ha deciso di far inserire all'interno dell'opera una scritta che recita Il rispetto non ha colori.